# 小行星3032
小行星3032（3032 Evans）是一颗绕太阳运转的小行星，为主小行星带小行星。该小行星于1984年2月8日发现。
該小行星以澳大利亞業餘天文學家羅伯特·埃文斯命名。

## 轨道参数
小行星3032的轨道半长轴为2.8940326 UA，离心率为0.082。